# Provincie Sondrio
Sondrio (Provincia di Sondrio) je provincie v oblasti Lombardie. Sousedí na severu a západě se Švýcarskem, na západě s provinciemi Como a Lecco, na jihu s provincií Bergamo a na východě s provinciemi Brescia, Bolzano a Trento.

## Historický přehled
V letech 1486–1797 tvořilo území dnešní provincie nejjižnější část švýcarského Graubündenu, v jehož rámci se členilo na hrabství Chiavennu, Veltlin a Bormio.